# 一切経山
一切経山（いっさいきょうざん）は、福島県福島市と猪苗代町との境にある山である。吾妻連峰を構成する山の一つ。今も火山活動を続けている活火山であり、山頂は岩礫で覆われている。標高は1,948.8メートル。

## 歴史
名前の由来は安倍貞任が仏教教典の一切経を山に埋めたという伝説による（埋めたのは貞任ではなく弘法大師や地元の僧などを当てはめる説もある）。おそらくは吾妻山信仰に関わって名付けられたのかもしれない。1893年（明治26年）の大噴火の際は噴煙が直径2,000メートル、噴出容積はおよそ50万立方メートルにも達したという。この大噴火で当時現地を調査していた技師2名が亡くなっている。近年では1977年（昭和52年）に噴火、2008年（平成20年）11月に約300メートルの噴気が確認されている。

## 登山

### 概要
観光道路磐梯吾妻スカイライン（無料）を利用すると標高1,600メートルの浄土平まで車もしくはバスでアクセスすることができる。
登山口は浄土平からスカイラインを北東に6km程下った不動沢登山口がある。一切経山へは現在はこのルートが最短である。
不動沢登山口をスタートし木立に覆われた登山道を1時間程行くと簡易鉄橋が有る。この辺りから登りになり、樹木の様相が変わりだす。家形山分岐まで来ると、「魔女の瞳」あるいは「吾妻の瞳」と呼ばれる五色沼のほとりに出る。五色沼は、太陽光の当たり方の違いにより時間や見る場所によってコバルトブルーの色合いが微妙に変化する。五色沼の西側を回り、五色沼を見下ろしながら一気に山頂までの登りとなる。途中から頂上まではガレ場となる。山頂は遮るものが一切ないため、北直下には五色沼、東に阿武隈高地と福島盆地、南東に吾妻小富士、西に磐梯山、北には蔵王山や仙台平野、北西には置賜盆地（山形県南部）などを望むことができる。

### 標準時間
不動沢－1：30－追分分岐－1：00－家形山分岐－：40－山頂－：30－家形山分岐－：40－追分分岐－1：10－不動沢　合計5時間30分

浄土平ビジターセンター裏からスタートし、浄土平湿原を横断し、1893年（明治26年）の大噴火の際の遭難碑付近で一切経山方面の急斜面の登山道を登るルートが一般的であった。しかし、途中右手の大穴噴火口（これが明治の噴火の時の噴火口である）が、2014年12月12日から噴火警戒レベル２（火口周辺規制）となっており小規模な噴火のおそれがあるため、大穴火口から半径500mの範囲となる浄土平から酸ヶ平、酸ヶ平から一切経山山頂区間の登山道が通行禁止となっていた。しかし、2016年10月19日に噴火警戒レベルが1に引き下げられ、通行禁止が解除された。

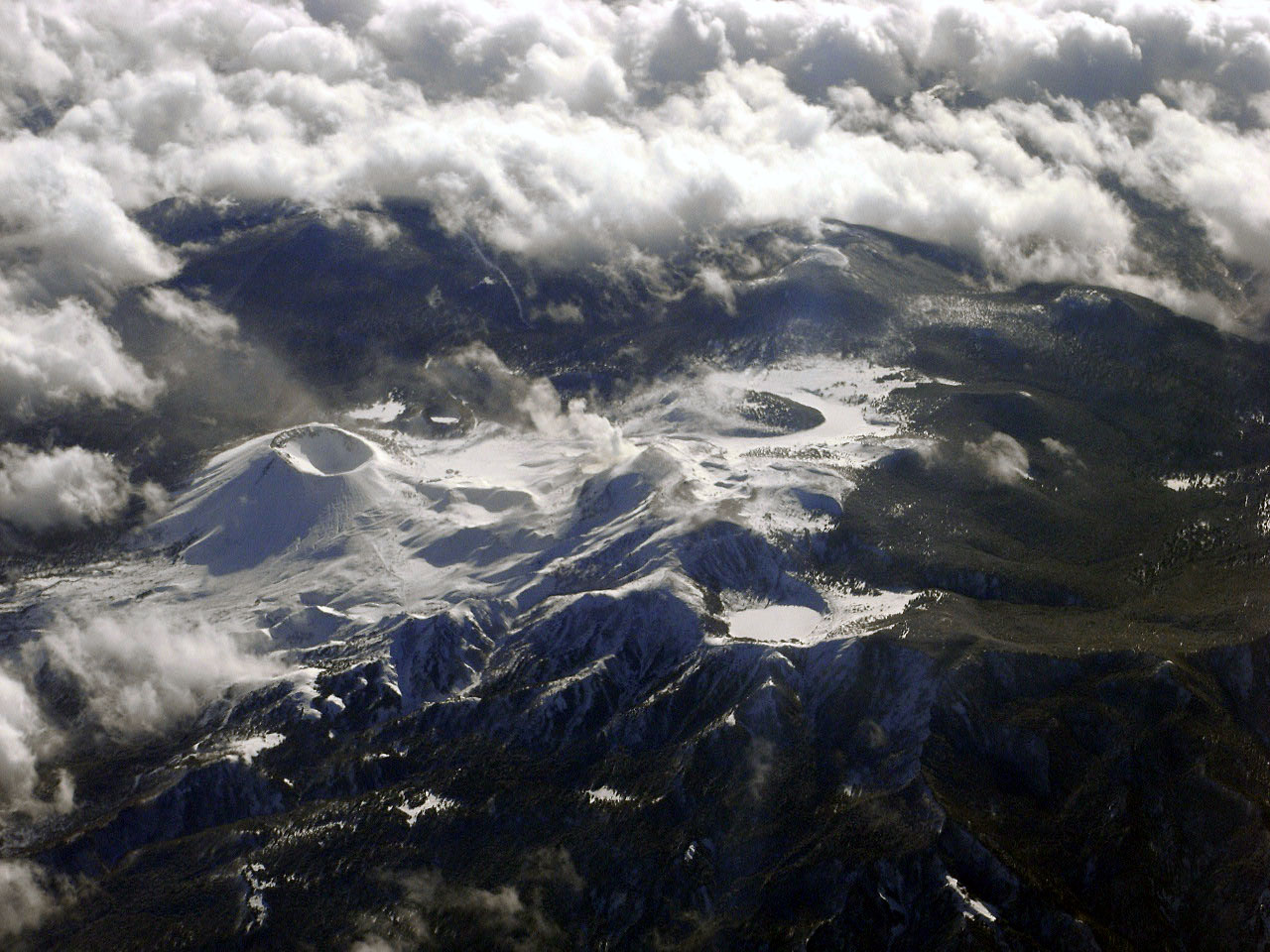
噴気を上げる一切経山（中央）

### 山小屋
桶沼付近に有人の吾妻小舎（有料）、酸ヶ平湿原に酸ヶ平避難小屋（約10人収容・無人・無料）、谷地平に谷地平避難小屋（約10人収容・無人・無料）がある。

## 周辺の風景
一切経山の南側には鎌沼という沼を中心にその東に酸ヶ平湿原、西に姥ヶ原、さらにその南には東吾妻山（1,974メートル）がある。この一帯は、火山の影響で植物がほとんど生えていない一切経山とは対照的で、さまざまな種類の高山植物が咲き誇っており、鎌沼とセットでの風景はまさに天然の日本庭園である。また、姥ヶ原から西へ徒歩で約1時間行くと谷地平湿原がある。初夏にはワタスゲが咲き誇り、湿原の真ん中を清流がながれる風景は山上の楽園と呼ばれている。
自然以外にも、姥ヶ原の西端には姥神石像、南西徒歩1時間のところに駕篭山稲荷神社と、吾妻山信仰の名残も残っている。また、登山口の浄土平は福島県でも有数の観光地で、レストハウスのほか、浄土平ビジターセンター、浄土平天文台があり、東側の吾妻小富士と南側の浄土平湿原、さらに磐梯吾妻スカイラインを横断し南側の桶沼には遊歩道も整備されている。

## 交通アクセス
登山口の浄土平までは、福島駅西口より高湯街道を西進し、高湯温泉、磐梯吾妻スカイラインを経由して約1時間で到着する。磐梯吾妻ラインは福島市高湯温泉から浄土平を経由して国道115号線旧道土湯峠へ通じており、会津方面へのアクセスも便利である。

## ギャラリー

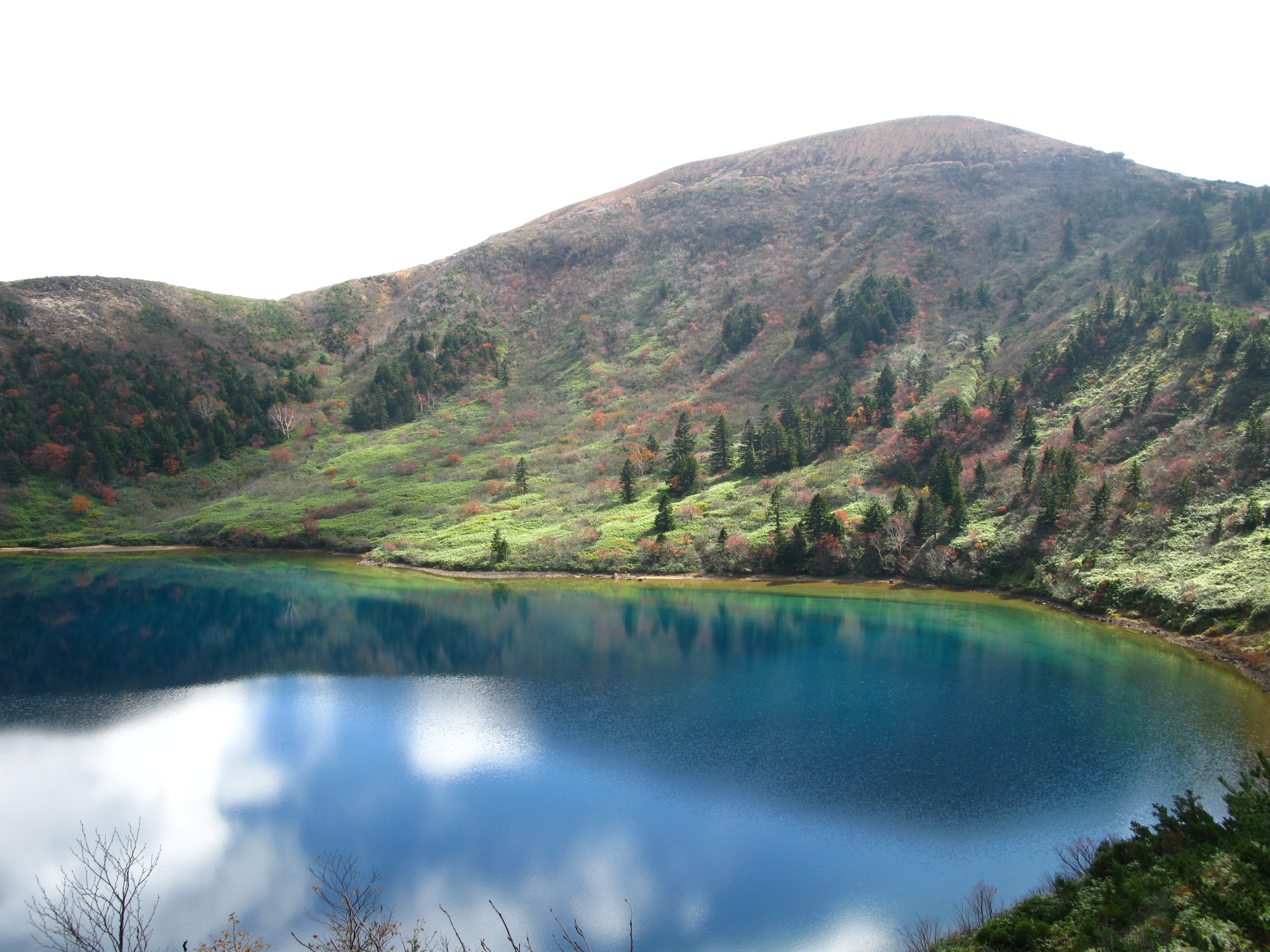
五色沼から
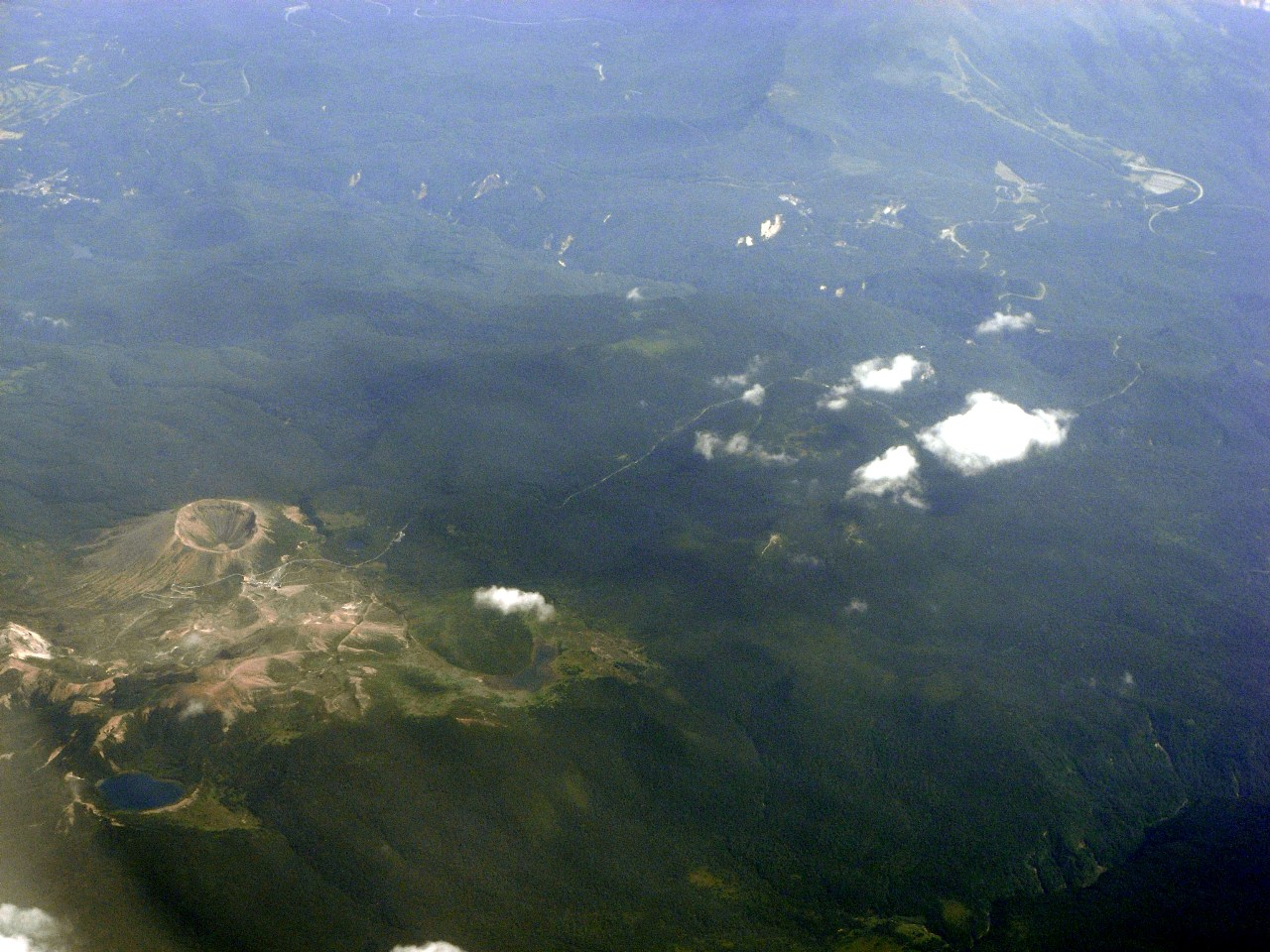
高空より見る一切経山、吾妻小富士、浄土平、火口湖五色沼
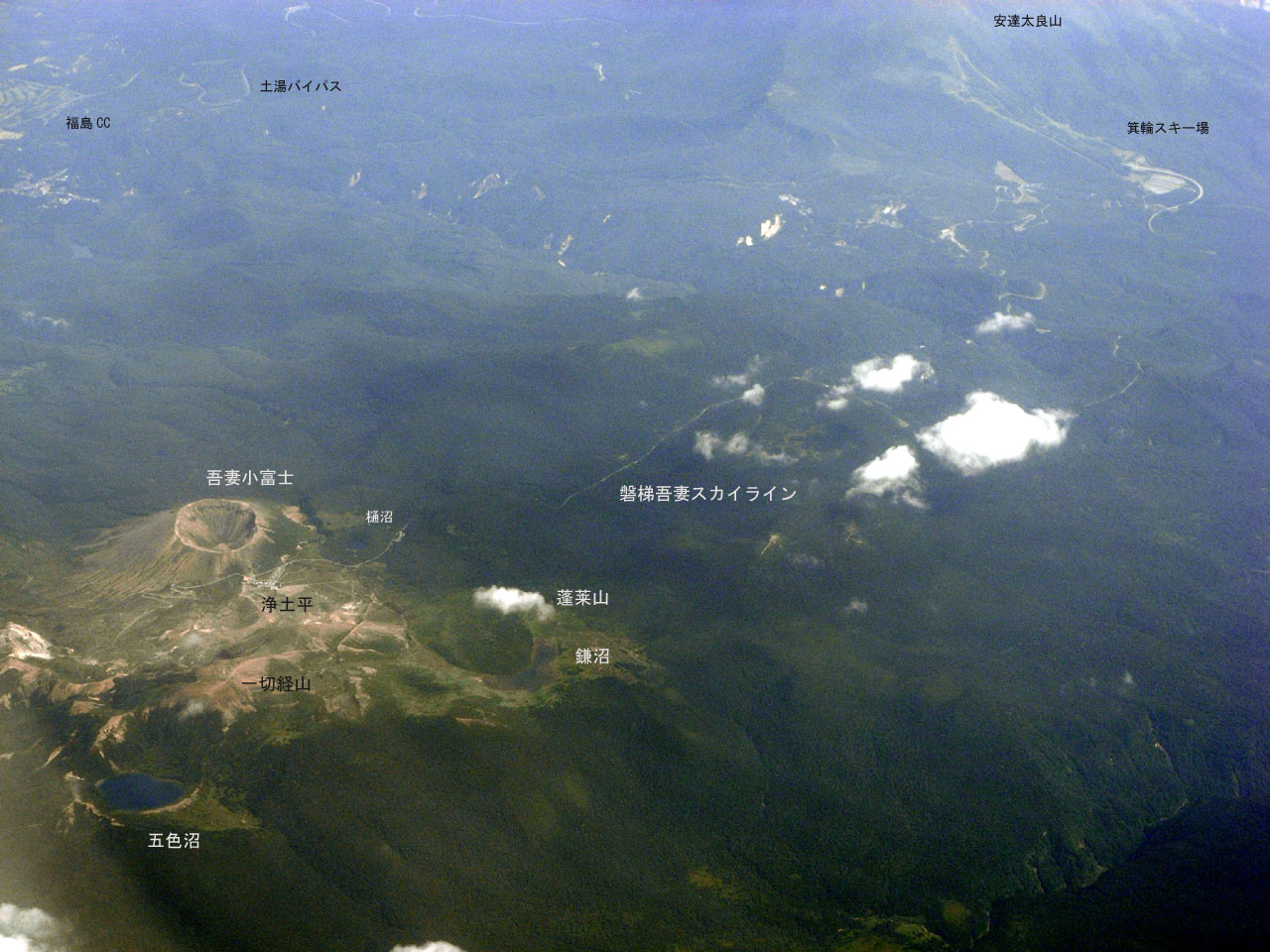
解説付き画像